# アントワーヌ・レナルツ
アントワーヌ・レナルツ（Antoine Reinartz, 1985年-）は、フランスの俳優。

## 略歴
アントワーヌ・レナルツは1985年、ノメニ（ムルト＝エ＝モゼル県）生まれ、4人の兄弟と1人姉妹がいる。
ナンシーの高校で演劇の講座を受け、その後ニース、ニューヨーク、名古屋で勉強し、連帯に関する学問、とりわけ犯罪者の社会復帰について研究していた。
しかし2008年から演劇活動を再始動し、2014年にフランス国立高等演劇学校を卒業した。
卒業後、舞台で活躍、イタリア、スウェーデン公演ののち、フランスでも舞台に立った。
映画では、ロカルノ映画祭に出品された「Nous sommes jeunes et nos jours sont longs」、2017年に「ＢＰＭ　ビート・パー・ミニット」に出演し、2018年のセザール賞で助演男優賞を獲得した。

## フィルモグラフィ

### 映画

#### 長編
- 2015 : Quand je ne dors pas  : Max
- 2016 : Nous sommes jeunes et nos jours sont longs : Jérémy
- 2017 : BPM ビート・パー・ミニット (120 battements par minute) : チボー
- 2018 : 冬時間のパリ (Doubles vies) : ブレーズ
- 2018 : 社会の片隅で (Les Invisibles) : 助役 ※「フランス映画祭2019横浜」で上映。
- 2019 : スクールライフ: パリの空の下で (La Vie scolaire) : ブシャール先生 ※Netflixで放映予定
- 2019 : アリスと市長 (Alice et le Maire) : ダニエル  ※アンスティチュフランセ「映画批評月間2020」で上映
- 2019 : ルーベ、嘆きの光 (Roubaix, une lumière) : ルイ・コテレル
- 2019 : Chanson douce  : Paul ※原作はレイラ・スリマニによるゴンクール賞受賞作品。小説の邦題は「ヌヌ ― 完璧なベビーシッター[1][2]」。
- 2020 : Petite nature  : Adamski
- 2020 : Arthur Rambo  : Nicolas

#### 短編
- 2011 : Bubble Gum
- 2015 : Ugh!
- 2015 : Trou
- 2016 : Hashtag
- 2017 : Superlune

### テレビ
- 2018 : Ad Vitam (série télévisée)  : Kendji

### 監督作品
短編
- 2014 : For the Record

#### ビデオクリップ
- 2016 : Disney Gone Wild Ball

## 舞台
- 2014 : Les Trois Mousquetaires – La Série, saisons 1, 2 et 3, m.e.s. Clara Hedouin et Jade Herbulot
- 2015 : Remulus, m.e.s. Camille Pawlotski, Piccolo Teatro (Milan, Italie)
- 2015 : Six Efter Rene Polleschs Sex Nach Mae West, m.e.s. Annika Nyman, Inter Arts Center (Malmö, Suède)
- 2016 : Déchirements, m.e.s. Cyril Hériard Dubreuil
- 2016 : Les Événements de David Greig, m.e.s. Ramin Gray, Théâtre de la Manufacture (Nancy, France)
- 2017 : La Famille royale de William T. Vollmann, m.e.s. Thierry Jolivet, Théâtre des Célestins (Lyon, France)
- 2018 : Les Trois Mousquetaires – La Série, saisons 4, 5 et 6, m.e.s. Clara Hedouin et Jade Herbulot